# Calle Conde de Toreno
La calle Conde de Toreno es una vía pública de la ciudad española de Oviedo.

## Descripción

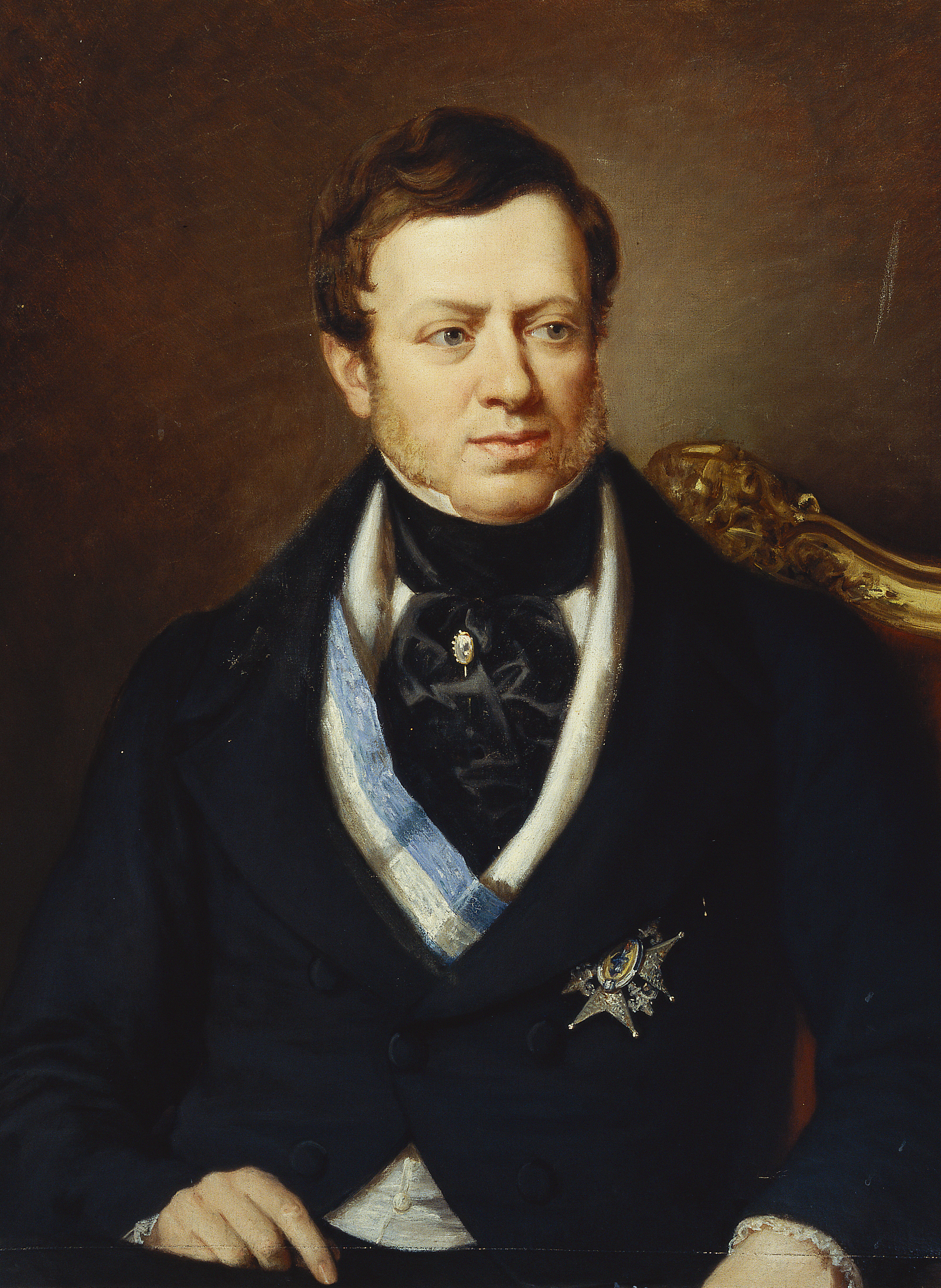
José María Queipo de Llano, conde de Toreno, que, con su abuelo, da nombre a la calle

La vía discurre desde la calle Uría hasta Asturias, donde conecta con la avenida de Galicia. Honra con el título al naturalista, poeta e historiador Joaquín José Queipo de Llano y Quiñones (1727-1796), natural de la localidad asturiana de Cangas de Tineo, y a su nieto, José María Queipo de Llano (1786-1843), político e historiador natural de Oviedo, ambos condes de Toreno, quinto y séptimo, respectivamente. Aparece descrita en El libro de Oviedo (1887) de Fermín Canella y Secades con las siguientes palabras:

Conde Toreno.—Por acuerdo municipal de 1887. Dicho nombre recordará entre otros patricios asturianos que con aquel titulo noviliario tenían el de Alférez mayor del Principiado á los condes 5.º y 7.º de Toreno: D. Joaquín Queipo de Llano, iniciador de los modernos estudios naturales de Asturias y promotor de la Sociedad Económica de Amigos del País y su nieto D. José María.—Ent.: Uría.—Conc.: Asturias.
(Canella y Secades, 1887, p. 127)